# Bogdan Nikolov
Bogdan Nikolov (Pleven, 22 gennaio 1957) è un pilota motociclistico bulgaro, ritiratosi dall'attività agonistica.

## Carriera
Nel 1987 partecipa come wild card al gran premio di Cecoslovacchia nelle classi 80 e 125. Nella prima non riesce a prendere il via della gara dopo essersi qualificato 10º, mentre nella seconda non riesce a qualificarsi. L'anno seguente partecipa al motomondiale in modo fisso nella classe 80 in sella ad una Krauser e al Campionato Europeo Velocità sempre nella stessa classe sulla stessa moto. Nel mondiale termina la stagione al 6º posto in classifica con 55 punti e come miglior risultato un 5º posto in Jugoslavia, mentre nel campionato europeo conquista il titolo con 82 punti di cui due podi e una vittoria davanti all'ungherese János Szabó. Nel 1989 partecipa sempre al mondiale nella classe 80 sempre in sella ad una Krauser. Termina 7º in campionato con un 4º posto in Spagna come miglior risultato. Ai gran premi di Spagna e Italia prova anche a partecipare alla gara delle 125 in sella ad una Honda, ma non riesce a qualificarsi in entrambe le occasioni. In seguito alla soppressione della classe 80 dal calendario del motomondiale finisce così la sua presenza nel mondiale.
Nel 1990 ottiene dieci punti e chiude al ventiseiesimo posto nel campionato europeo classe 125.

## Carriera nel motomondiale
| 1987 | Classe | Moto    |    |  |  |  |  |  |  |    |  |    |    |  |  |    |    | Punti | Pos. |
| ---- | ------ | ------- | -- |  |  |  |  |  |  | -- |  | -- | -- |  |  | -- | -- | ----- | ---- |
| 1987 | 80     | Krauser | NE |  |  |  |  |  |  | NE |  | NE | NP |  |  | NE | NE | 0     |      |

| 1987 | Classe | Moto  |    |  |  |  |  |    |  |  |  |  |    |  |  |    |    | Punti | Pos. |
| ---- | ------ | ----- | -- |  |  |  |  | -- |  |  |  |  | -- |  |  | -- | -- | ----- | ---- |
| 1987 | 125    | Honda | NE |  |  |  |  | NE |  |  |  |  | NQ |  |  | NE | NE | 0     |      |

| 1988 | Classe | Moto    |    |    |   |   |   |     |    |   |    |   |    |    |    |   |    | Punti | Pos. |
| ---- | ------ | ------- | -- | -- | - | - | - | --- | -- | - | -- | - | -- | -- | -- | - | -- | ----- | ---- |
| 1988 | 80     | Krauser | NE | NE | 8 | 8 | 6 | Rit | NE | 8 | NE | 5 | NE | NE | NE | 6 | NE | 55    | 6º   |

| 1989 | Classe | Moto    |    |    |    |   |     |    |    |   |   |    |    |    |    |    |    | Punti | Pos. |
| ---- | ------ | ------- | -- | -- | -- | - | --- | -- | -- | - | - | -- | -- | -- | -- | -- | -- | ----- | ---- |
| 1989 | 80     | Krauser | NE | NE | NE | 4 | Rit | NP | NE | 5 | 6 | NE | NE | NE | NE | 10 | NE | 40    | 7º   |

| 1989 | Classe | Moto  |  |  |    |    |    |  |  |    |  |  |  |  |  |  |    | Punti | Pos. |
| ---- | ------ | ----- |  |  | -- | -- | -- |  |  | -- |  |  |  |  |  |  | -- | ----- | ---- |
| 1989 | 125    | Honda |  |  | NE | NQ | NQ |  |  | NE |  |  |  |  |  |  | NE | 0     |      |

| Legenda | 1º posto        | 2º posto            | 3º posto            | A punti      | Senza punti        | Grassetto – Pole position Corsivo – Giro più veloce |
| Legenda | Gara non valida | Non qual./Non part. | Ritirato/Non class. | Squalificato | '-' Dato non disp. | Grassetto – Pole position Corsivo – Giro più veloce |